# Arroz frito tailandés

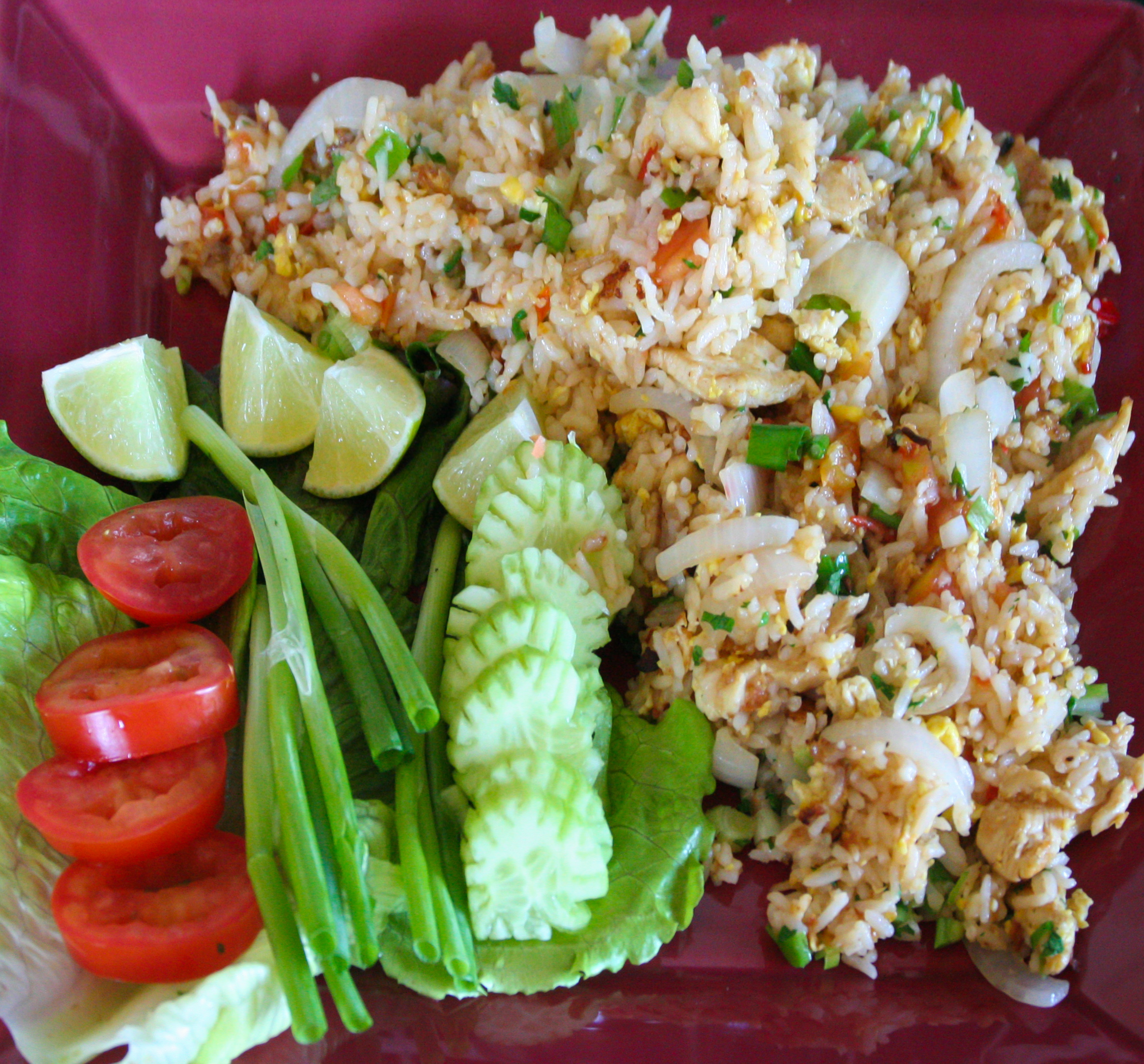
El arroz frito Tailandés, con acompañamientos y decoraciones típicas, tales como pepino, limón (zumo exprimido sólo), tomate, y cebollas verdes en una cama de lechuga.

El Arroz frito tailandés es una variedad de arroz frito que está preparado al estilo de la Cocina tailandesa. Es conocido como khao phat, khao pad o khao phad en el tailandés: ข้าวผัด, procedente de khao (arroz) + pad (de o relativo a stir-fried). Una de las principales diferencias de este arroz respecto al chino es que está elaborado con arroz jazmín tailandés en lugar del arroz largo típico. Normalmente contiene carne (pollo, cerdo, ternera, cangrejo de las nieves, res, y camarones), huevo, cebollas y tomates. Cebollas verdes, cilantro, ajo frito mezclado entre él. Sobre el arroz se suele verter una gran variedad de condimentos y aliños, incluyendo la salsa de soja, azúcar, sal, y posiblemente alguna salsa picante, así como el ubicuo nam pla (salsa de pescado). Se suele poner en una bandeja acompañada de pepinos, tomates, cebollines, todos ellos cortados en rodajas finas, y puestos en una cama de hojas de lechuga.

## Variantes
Existe una variante de este plato tailandés de arroz frito y que se denomina arroz frito con piña (khao phat sapparot, Tailandés: ข้าวผัดสับปะรด) que tiene algunos cambios sobre la receta originaria. La carne más empleada es el pollo, cerdo, o camarones en este caso. Se omite por completo las cebollas, los tomates y el cilantro. Se emplea pimienta en polvo que se añade al plato así como una piña. El plato se decora por encima con algo más de pimienta.
- Datos: Q4922489
- Multimedia: Khao phat / Q4922489